# Conjetura de Buniakovski
La conjetura de Buniakovski da un criterio para que un polinomio {\displaystyle f(x)} de una variable con coeficientes enteros pudiera generar infinitos valores primos incluidos en la secuencia {\displaystyle f(1),f(2),f(3),\ldots .} Fue establecida en 1857 por el matemático ruso Víktor Buniakovski. Las siguientes tres condiciones son necesarias para que {\displaystyle f(x)} tenga la propiedad de generar números primos buscada:
1. El coeficiente del término de mayor grado es positivo,
2. El polinomio es irreducible sobre los números enteros.
3. Los valores {\displaystyle f(1),f(2),f(3),\ldots } no tienen factores comunes (en particular, los coeficientes del polinomio {\displaystyle f(x)} deben ser números coprimos).

La conjetura de Buniakovski es que estas condiciones son suficientes: si {\displaystyle f(x)} satisface las condiciones (1), (2) y (3), entonces {\displaystyle f(n)} es primo para infinitos números enteros positivos {\displaystyle n}.
Una declaración que es equivalente a la conjetura de Buniakovski es que por cada polinomio entero {\displaystyle f(x)} que satisface (1), (2) y (3), {\displaystyle f(n)} es primo para al menos un entero positivo {\displaystyle n}. Esto se puede ver considerando la secuencia de polinomios {\displaystyle f(t),f(t+1),f(t+2),}, etc. La conjetura de Buniakovski es un caso especial de la hipótesis H de Schinzel, uno de los problemas abiertos más famosos de la teoría de números.

## Discusión de las tres condiciones
Se necesita la primera condición porque si el coeficiente principal es negativo, entonces {\displaystyle f(x)<0} para todos los {\displaystyle x} suficientemente grandes y, por lo tanto, {\displaystyle f(n)} no es un número primo (positivo) para los números enteros positivos grandes {\displaystyle n}. Esta condición simplemente satisface la convención de signos de que los números primos son positivos.
Se necesita la segunda condición porque si {\displaystyle f(x)=g(x)h(x)} donde los polinomios {\displaystyle g(x)} y {\displaystyle h(x)} tienen coeficientes enteros, entonces se tiene que {\displaystyle f(n)=g(n)h(n)} para todos los enteros {\displaystyle n}; pero {\displaystyle g(x)} y {\displaystyle h(x)} toman los valores 0 y {\displaystyle \pm 1} solo un número finito de veces, por lo que {\displaystyle f(n)} es compuesto para todos los {\displaystyle n} grandes.
La tercera condición, que los números {\displaystyle f(n)} tengan máximo común divisor 1, es obviamente necesaria, pero es algo sutil y se comprende mejor con un contraejemplo. Considérese {\displaystyle f(x)=x^{2}+x+2}, que tiene un coeficiente principal positivo y es irreducible, y los coeficientes son coprimos entre sí; sin embargo, {\displaystyle f(n)} es "par" para todos los enteros {\displaystyle n}, por lo que es primo solo un número finito de veces (es decir, cuando {\displaystyle f(n)=2}, de hecho, solo en {\displaystyle n=0,-1}).
En la práctica, la forma más sencilla de verificar la tercera condición es encontrar un par de números enteros positivos {\displaystyle m} y {\displaystyle n} de modo que {\displaystyle f(m)} y {\displaystyle f(n)} sean coprimos. Se describe una forma general de calcular el máximo común divisor de {\displaystyle \{f(n)\}_{n\geq 1}.} Cualquier polinomio de valores enteros {\displaystyle f(x)=c_{0}+c_{1}x+\cdots +c_{d}x^{d}} se puede escribir sobre la base de polinomios de coeficientes binomiales:
{\displaystyle f(x)=a_{0}+a_{1}{\binom {x}{1}}+\cdots +a_{d}{\binom {x}{d}}}
donde cada {\displaystyle a_{i}} es un número entero y {\displaystyle {\text{mcd}}\{f(n)\}_{n\geq 1}\ =\ {\text{mcd}}(a_{0},a_{1},\dots ,a_{d}).}
Para el ejemplo anterior, se tiene que:
{\displaystyle x^{2}-x+2=2{\binom {x}{2}}+2,}
y los coeficientes de la segunda fórmula tienen máximo común divisor 2, lo que implica que {\displaystyle x^{2}-x+2} tiene valores pares en los números enteros.
Usando esta fórmula del máximo común divisor, se puede probar que {\displaystyle {\text{mcd}}\{f(n)\}_{n\geq 1}=1} si y solo si existen números enteros positivos {\displaystyle m} y {\displaystyle n} tales que {\displaystyle f(m)} y {\displaystyle f(n)} son coprimos.

## Ejemplos

### f(x)=x2+1{\displaystyle f(x)=x^{2}+1}
Un ejemplo de la conjetura de Buniakovski es el polinomio f(x)=x2+1, para el cual se enumeran a continuación algunos valores primos. (Los valores de x forman la secuencia OEIS A005574; los de x2+1 forman la secuencia A002496)
| x      | 1 | 2 | 4  | 6  | 10  | 14  | 16  | 20  | 24  | 26  | 36   | 40   | 54   | 56   | 66   | 74   | 84   | 90   | 94   | 110   | 116   | 120   |
| x2 + 1 | 2 | 5 | 17 | 37 | 101 | 197 | 257 | 401 | 577 | 677 | 1297 | 1601 | 2917 | 3137 | 4357 | 5477 | 7057 | 8101 | 8837 | 12101 | 13457 | 14401 |

El hecho de que {\displaystyle n^{2}+1} deba ser primo en un número infinito de casos es un problema que fue planteado por primera vez por Euler, y también es la quinta conjetura de Hardy-Littlewood y el cuarto de los problemas de Landau. A pesar de la extensa evidencia numérica, no se sabe que esta secuencia se extienda indefinidamente.

### Polinomios ciclotómicos
Los polinomios ciclotómicos {\displaystyle \Phi _{k}(x)} para {\displaystyle k=1,2,3,\ldots } satisfacen las tres condiciones de la conjetura de Buniakovski, por lo que para todo k, debe haber infinitos números naturales n tales que {\displaystyle \Phi _{k}(n)} sea primo. Se puede demostrar [cita requerida] que si para todo k, existe un entero n>1 con {\displaystyle \Phi _{k}(n)} primo, entonces para todo k, hay infinitos números naturales n con {\displaystyle \Phi _{k}(n)} primo.
La siguiente secuencia da el número natural más pequeño n> 1 tal que {\displaystyle \Phi _{k}(n)} es primo, para {\displaystyle k=1,2,3,\ldots }:
3, 2, 2, 2, 2, 2, 2, 2, 2, 2, 5, 2, 2, 2, 2, 2, 2, 6, 2, 4, 3, 2, 10, 2, 22 , 2, 2, 4, 6, 2, 2, 2, 2, 2, 14, 3, 61, 2, 10, 2, 14, 2, 15, 25, 11, 2, 5, 5, 2, 6 , 30, 11, 24, 7, 7, 2, 5, 7, 19, 3, 2, 2, 3, 30, 2, 9, 46, 85, 2, 3, 3, 3, 11, 16, 59 , 7, 2, 2, 22, 2, 21, 61, 41, 7, 2, 2, 8, 5, 2, 2, ... (sucesión A085398 en OEIS).
Se sabe que esta secuencia contiene algunos términos grandes: el término 545 es 2706, el 601 es 2061 y el 943 es 2042. Este caso de la conjetura de Buniakovski es ampliamente aceptado, pero nuevamente no se sabe si la secuencia se extiende indefinidamente.
Por lo general, hay un número entero 2≤n≤φ(k) tal que {\displaystyle \Phi _{k}(n)} es primo (téngase en cuenta que el grado de {\displaystyle \Phi _{k}(n)} es φ(k)), pero hay excepciones, los números k que implican la excepción son
1, 2, 25, 37, 44, 68, 75, 82, 99, 115, 119, 125, 128, 159, 162, 179, 183, 188, 203, 213, 216, 229, 233, 243, 277 , 289, 292, ...

## Resultados parciales: solo el teorema de Dirichlet
Hasta la fecha, el único caso de la conjetura de Buniakovski que ha sido demostrado es el de polinomios de grado 1. Se trata del teorema de Dirichlet, que establece que cuando {\displaystyle a} y {\displaystyle m} son enteros coprimos, existen infinitos números primos {\displaystyle p\equiv a{\pmod {m}}}. Esta es la conjetura de Buniakovski para {\displaystyle f(x)=a+mx} (o {\displaystyle a-mx} si {\displaystyle m<0}). La tercera condición en la conjetura de Buniakovski para un polinomio lineal {\displaystyle mx+a} es equivalente a que {\displaystyle a} y {\displaystyle m} sean coprimos.
No se ha probado un solo caso de la conjetura de Buniakovski para un grado mayor que 1, aunque la evidencia numérica en grados más altos es consistente con la conjetura.

## Conjetura generalizada de Buniakovski
Dados k≥1 polinomios con grados positivos y coeficientes enteros, cada uno satisfaciendo las tres condiciones, supóngase que para cualquier primo p existe un n tal que ninguno de los valores de los k polinomios en n son divisibles por p. Dados estos supuestos, se conjetura que hay infinitos números enteros positivos n tales que todos los valores de estos k polinomios en x=n son primos.
Debe tenerse en cuenta que los polinomios {x, x+ 2, x+ 4} no satisfacen el supuesto, ya que uno de sus valores debe ser divisible por 3 para cualquier número entero x=n. Tampoco {x, x2+ 2}, ya que uno de los valores debe ser divisible por 3 para cualquier x=n.
Por otro lado, {x2+1, 3x-1, x2+x+41} satisfacen el supuesto, y la conjetura implica que los polinomios tienen valores primos simultáneos para infinitos números enteros positivos x=n.
Esta conjetura incluye como casos especiales la conjetura de los números primos gemelos (cuando k=2, y los dos polinomios son x y x+2) así como la infinitud de la existencia de cuadrupletes primos (cuando k=4, y los cuatro polinomios son x, x+2, x+6 y x+ 8), números primos sexies (cuando k=2, y los dos polinomios son x y x+6), números primos de Sophie Germain (cuando k=2, y los dos polinomios son x y 2x+1) y la conjetura de Polignac (cuando k=2, y los dos polinomios son x y x+a, con a cualquier número par). Cuando todos los polinomios tienen grado 1, entonces se trata de la conjetura de Dickson.
De hecho, esta conjetura es equivalente a la Conjetura de Dickson generalizada.
A excepción del Teorema de Dirichlet, no se ha probado ningún caso de la conjetura, incluidos los casos anteriores.